# Жизнь Иисуса (книга Гегеля)
Жизнь Иисуса (Das Leben Jesus) — книга, написанная немецким философом Г. Ф. Гегелем в Берне в 1795 году.
Работа не имела названия и при жизни Гегеля не публиковалась. Впервые издана на немецком языке в 1907 году (Hegel. Theologische Jugendschriften. Tubingen, 1907). На русский язык работа переведена и издана в 1975 году.